# Cordia boissieri
Espèce
Classification phylogénétique

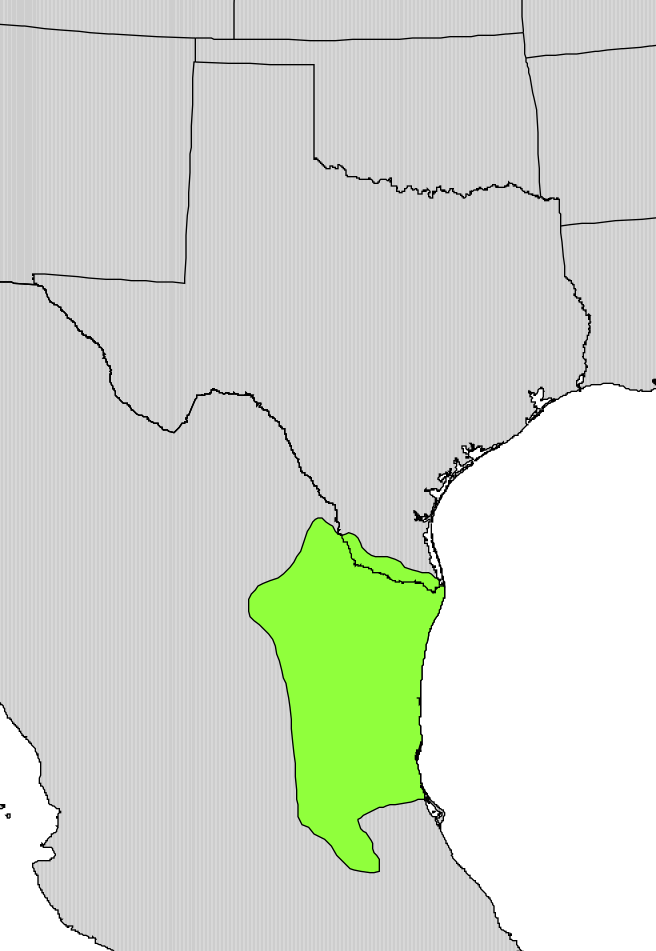
Lieu d'origine

Cordia boissieri est un petit arbre de la famille des Boraginaceae. Son aire de répartition naturelle s'étend du sud du Texas aux États-Unis jusqu'au centre du Mexique. Ses noms communs sont anacahuita, olive mexicaine, cordia blanche et olive sauvage du Texas. It is named after the Swiss explorer and botanist Pierre Edmond Boissier.

## Description

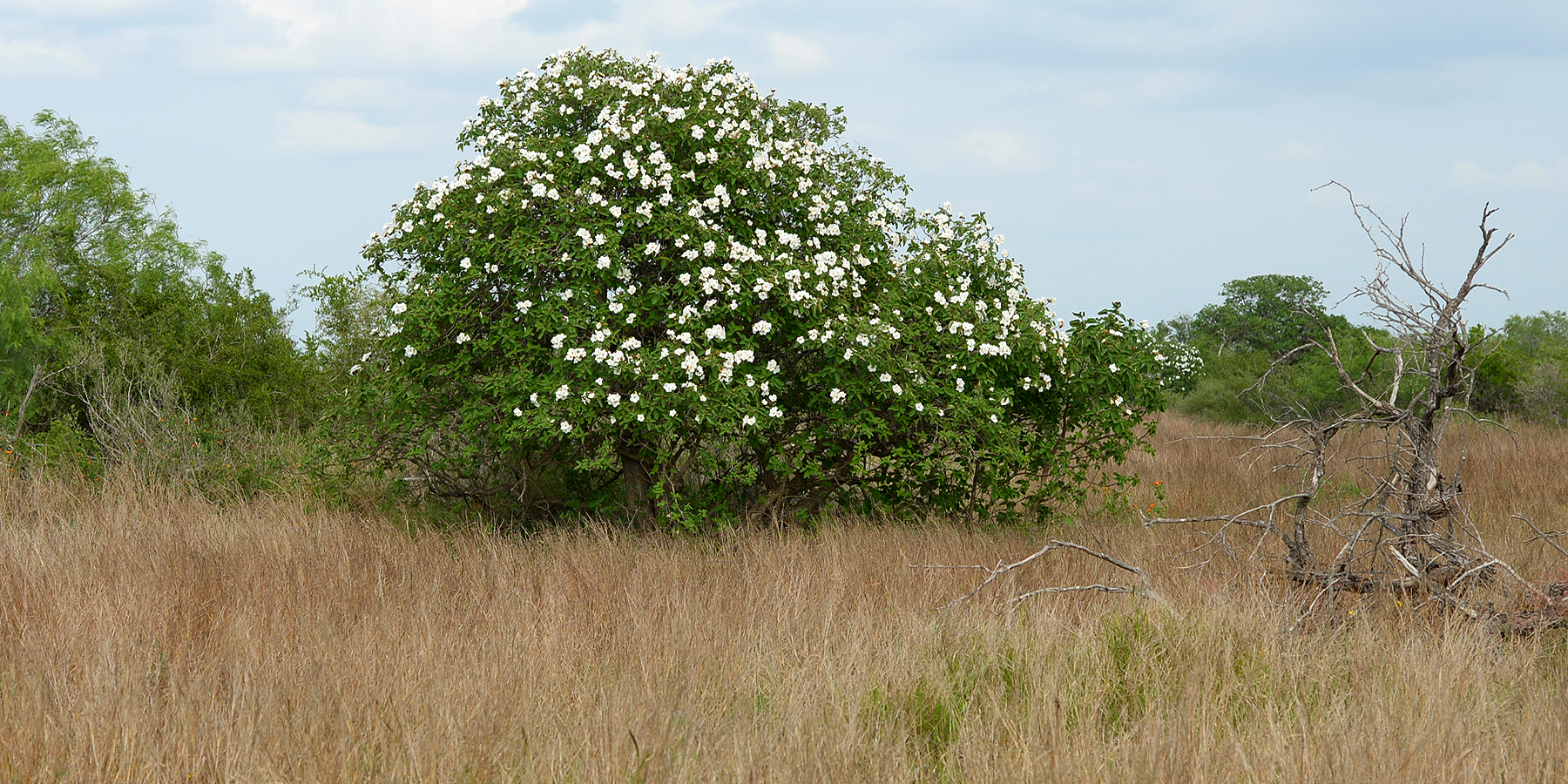
Cordia boissieri au Texas

Cordia boissieri peut atteindre une hauteur de 5-7 m, avec une couronne ronde symétrique 3-5 m de diamètre. Les feuilles ovales mesurent 9-18 cm de long et 5-9 cm de large. Son feuillage est normalement persistant mais il perd ses feuilles s'il subit des dommages causés par le gelLes fleurs blanches en forme d'entonnoir mesurent 3-5 cm,. Les  drupes sont jaune-vert, semblables à des olive, et mesurent 1,2 à 2,4 cm de longueur.
L'arbuste a une durée de vie de 30 à 50 ans.

## Utilisations
Les fruits d'anacahuita sont sucrés mais légèrement toxiques lorsqu'ils sont frais, provoquant des vertiges chez les humains et d'autres animaux.
Les gelées préparées à partir de ces fruits seraient sans danger pour la consommation.
Un extrait fabriqué à partir des fruits est utilisé pour teindre les tissus et traiter la toux. Les feuilles sont utilisées pour soulager les rhumatismes et les maladies pulmonaires.
Le bois est utilisé comme bois de chauffage et pour la menuiserie.
Anacahuita est cultivée comme ornementale pour sa taille compacte et ses fleurs voyantes. Il est rustique

## Écologie
Cordia boissieri est une plante hôte du dendroctone sauvage de l'olivier (Physonota alutacea)

## Symbolisme
Anacahuita est la fleur officielle de l'état de Nuevo León au Mexique.